# Pousada do Gerês

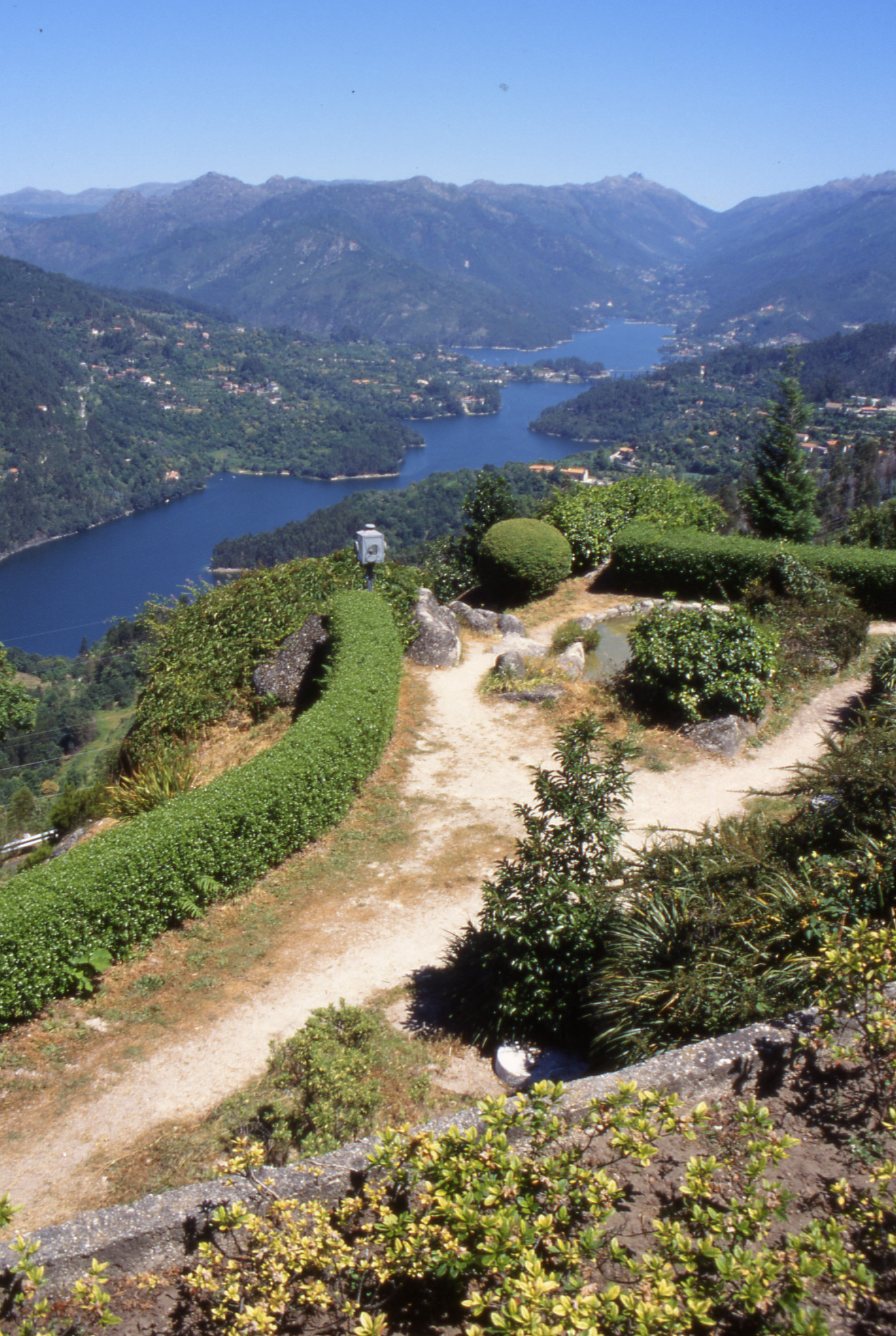
Vista da pousada

A Pousada do Gerês - Caniçada situa-se na freguesia da Soengas no distrito de Braga, Portugal.
A propriedade insere-se na rede hoteleira Pousadas de Portugal com a classificação de "Pousada Natureza".

## Sobre a região
O Parque Nacional da Peneda-Gerês, entre o Alto Minho e os Trás-os-Montes, é a única área em Portugal classificada como Parque Nacional, com uma área de 70.290ha.
É composto de aglomerados montanhosos de vegetação e fauna variada, com diversas barragens, ribeiras e rios.
Devido às suas características, é uma ótima região para a prática de actividades ao ar livre e desportos radicais, assim como para apreciar a história e gastronomia.
A Barragem da Caniçada enquadra-se na Bacia hidrográfica do Cávado e na Linha de Água do Rio Cávado. Faz parte do Concelho de Terras do Bouro e Distrito de Braga.

## A Pousada
A Pousada do Gerês - Caniçada foi inaugurada em 1968.
Possui 38 quartos, piscina exterior, campo de ténis e esplanada com vista para a barragem.
Pela região em que se enquadra, tem boa localização para a prática de desportos náuticos, caça e pesca e para a realização de diversos passeios.